# Andrzej Wojciech Zieliński
Andrzej Wojciech Zieliński (ur. 26 września 1955 w Końskich) – polski nauczyciel, samorządowiec i polityk, w 1998 wicewojewoda lubelski.

## Życiorys
Z wykształcenia historyk, pracował zawodowo jako nauczyciel. Przez wiele lat związany z Zespołem Szkół nr 2 im. Księcia Pawła Karola Sanguszki w Lubartowie. W 1980 został wiceprzewodniczącym komisji zakładowej NSZZ „Solidarność” w tej szkole, od 1991 do 1998 pełnił funkcję dyrektora tej placówki.
W latach 90. należał do Unii Demokratycznej, później był członkiem Unii Wolności, do 2005 zasiadał we władzach krajowych tej partii. Później krótko wchodził w skład zarządu regionu Partii Demokratycznej.
W 1998 w rządzie Jerzego Buzka pełnił funkcję wicewojewody lubelskiego, ostatniego przed reformą samorządową. Był później zastępcą kuratora oświaty i p.o. kuratora oświaty. Przez kilka lat zajmował stanowisko zastępcy dyrektora Lubelskiego Samorządowego Centrum Doskonalenia Nauczycieli, następnie został dyrektorem tej placówki.
W wyborach samorządowych w 2002 i 2006 uzyskiwał mandat radnego Lubartowa z ramienia lokalnego komitetu wyborczego. Związał się z Platformą Obywatelską. W 2010, 2014, 2018 i 2024 zostawał radnym na kolejne kadencje.